# Szeléné

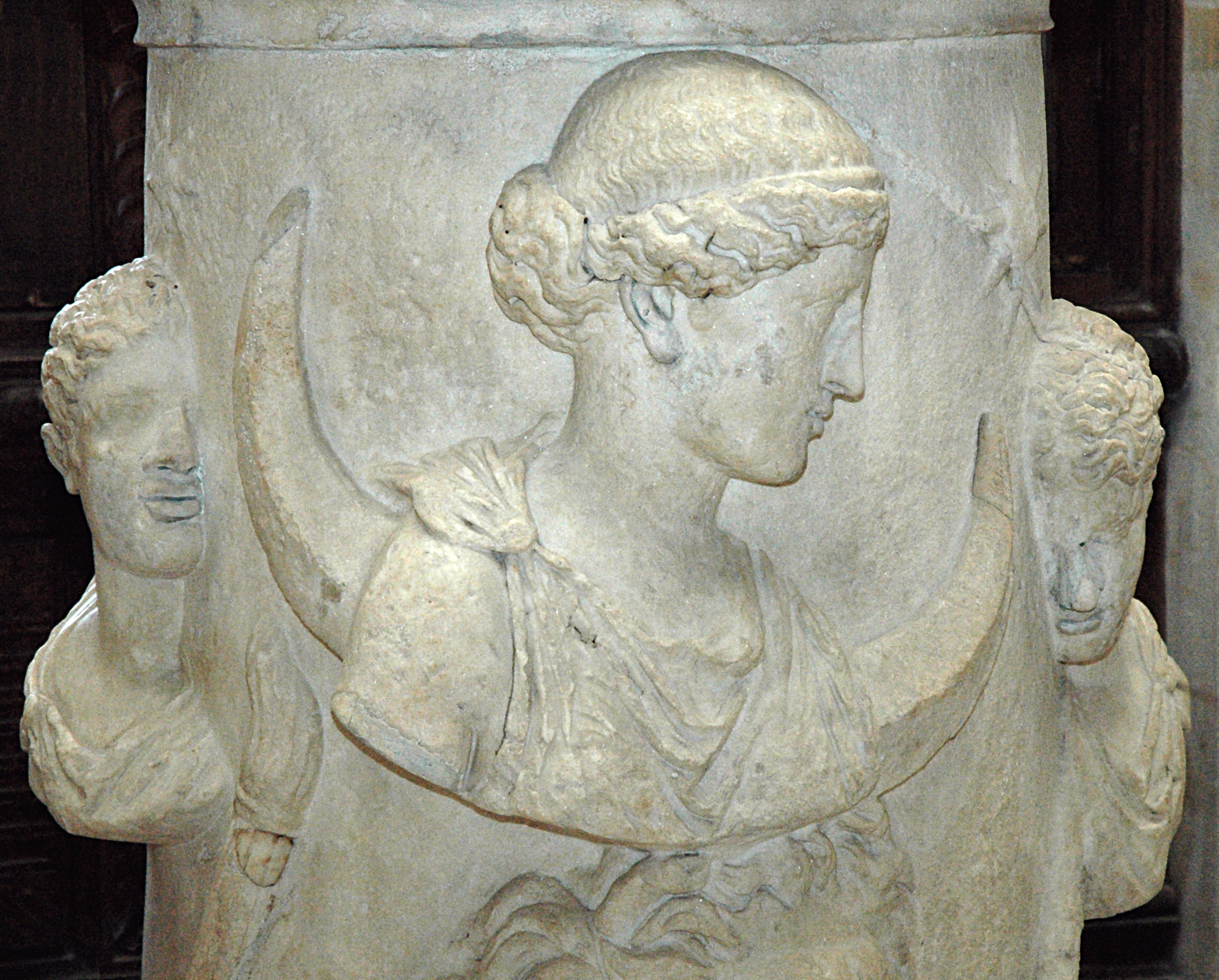
Szeléné oltára a 2. századból

Szeléné (görögül: Σελήνη, jelentése: hold) a görög mitológiában, az ősi holdistenség megszemélyesítője, Hüperión és Theia titánok gyermeke, Héliosz és Éósz testvére. A római mitológiában alakja Luna istennőjével azonosítható.
A Hold az éjszaka bolygója; a szépséget, a fényt jelképezi a sötét végtelenben. A Hold általában a női princípium, az odaadás, a termékenység, a természet ciklikusságának, változékonyságának jelképe. „Hozzá rendelték a vizet, az égtájak közül Északot, az évszakok közül a telet.” Mint a Hold istennője Szeléné fontos szerepet töltött be az istenek között. Alakja megjelenik a homéroszi Himnuszokban – Szeléné himnusza (XXXIII), de megihlette Apollónioszt (1.2.2); Hésziodoszt (Istenek Születése (Theogony) 371); Nonnoszt (Dionüsziaka 48.581); Pauszaniaszt (5.1.4); Sztrabónt (14.1.6) és másokat. Apuleius Az aranyszamár című művében a világegyetemet mozgató, és éltető erő megtestesítője: „…az emberek minden dolgát az ő gondviselése igazgatja. Nemcsak a házi- és vadállatok, hanem az élettelen teremtmények is az ő fényének és lényének isteni akaratából élik az életüket; sőt ha ő növekszik, földön, égen, tengeren minden test vele nő, ha fogy, véle fogy” (XIV. könyv).
Szeléné nevének teljes etimológiája bizonytalan, de a név görög eredetű és bizonyítottan része a szelasz szó, amelynek jelentése „fény”. Neve megtalálható a Sarki fény, az „Aurora Borealis” görög nevében: Boreion Szelasz. A hold istennőjének nevéből ered a szelenológia azaz a Hold felszínének feltérképezésével foglalkozó tudományág elnevezése, és a szelén kémiai elem neve is.

## Ábrázolása a művészetben
A Szelénét ábrázoló képzőművészeti alkotásokon az istennő mint szép, fehér arcú fiatal nő jelenik meg, kettős fogatú ezüst szekéren, amelyet igás ökrök vagy fehér lovak húznak. A késő reneszánsz alkotásokon szélfújta fátyolban, félhold alakú diadémmal, fáklyát tartva ökör vagy lóháton láthatjuk, miközben szelt fényt vet a halandókra. A Hold allegorikus figurája a középkorban Artemisz attribútumait viseli: íj és nyilak, holdsarló-fejdísz; jellegzetes kísérői a vízzel és termékenységgel kapcsolatos állatok, például a rák, vagy a nyúl.

## Mítosza

### Genealógiája
Az istenek hagyományos teremtéstörténete szerint a Hold és a Nap testvérek, így Szeléné is Héliosz napisten testvére: miután Héliosz befejezi égi útját, helyét Szeléné veszi át – beragyogja az éjszakai égboltot. Másik testvére a rózsaujjú Éósz, a hajnal szárnyas istennője.

### Szerelmei zeusz
miki egèr
Apollóniosz Rhodiosz elbeszélései alapján Szeléné szerelmese egy csinos halandó, a kis-ázsiai Éliszben született vadász, vagy pásztor – Pauszaniasz története szerint király – Endümión volt. A férfi szépségétől megigézve, Szeléné azt kérte Zeusztól, hogy szerelmese örök életű legyen, így sohase kelljen elválniuk egymástól. Zeusz teljesítette a kérését, de olyan formában, hogy Endümión az örök életét örök álomban töltse.(Cicero (Tusculanae Disputationes) úgy írja le, hogy az ifjú a hold istennőjétől kapta a halhatatlanságot.) A legkedveltebb változat szerint Endümión Zeusz egyik halandó gyermeke volt és maga kérte apját arra, hogy nyitott szemmel örökre altassa el – így nyerjen örök életet, legyőzve öregséget és halált. Szeléné minden éjjel leszállt az égről, hogy ezüstös sugaraival megcsókolja kedvesét, aki Milétosz közelében a Latmosz-hegy barlangjában aludt. Szeléné és Endümión szerelméből ötven leányuk és egy fiuk Naxosz született.
Endümión szentélye Herakleiában a Latmosz-hegy déli lejtőinél áll – tágas érkezési csarnok oszlopos előudvarral, mögötte egy lópatkó formájú belső helyiség – a férfi alvóhelye.
Homérosz Homérosz XXXII. himnuszában Szeléné Zeusz kedveseként jelenik meg, gyermekük Pandia, a teliholdas éjszakák „csodálatos fényű” istennője és Herszé a harmat istennője. Egyes elbeszélések szerint a nemeai oroszlán is az ő Zeusztól született gyermeke.
A görög mondavilág történetei szerint Szeléné Pánnal is szerelmi kapcsolatba került: Pan csellel, báránybőrbe bújva csábította el a hold istennőjét, és szerelme zálogául ő adta Szelénének azokat a fehér igás öszvéreket, amelyek az istennő szekerét lassacskán vontatják az éjszakai égbolton.

## Luna
A római holdistennő, Luna temploma az i. e. 6. század óta Róma hét dombja egyikén, az Aventinus-hegyen állt Néró uralkodásáig, amikor a római nagy tűzvészben leégett. Egy másik templom is állt a városban, a Luna Noctiluca („Luna az éjszaka fénye”) a Palatinus-hegyen. Itt tartották a Hold tiszteletére évente háromszor, március 31., augusztus 24. és augusztus 28-án rendezett ünnepségeket.